# أرنولد إلستون
أرنولد إلستون (بالإنجليزية: Arnold Elston)‏ هو ملحن أمريكي، ولد في 30 سبتمبر 1907، وتوفي في 6 يونيو 1971.